# 沖縄県立看護大学
沖縄県立看護大学（おきなわけんりつかんごだいがく、英語: Okinawa Prefectural College of Nursing）は、沖縄県那覇市の公立大学。略称は沖看大。
那覇市、沖縄市の両看護学校が母体となって設置された。日本で最も西にある大学、日本で最も南にある国公立大学である。

## 沿革
（この節の出典）
- 1995年（平成7年）6月～8月 - 「沖縄県立看護大学（仮称）基本計画検討委員会」設置（3回開催）。
- 1996年（平成8年）5月「沖縄県立看護大学（仮称）基本計画」を決定。
- 1998年（平成10年）12月 - 大学設置認可。
- 1999年（平成11年）4月 -  開学。当初は看護学部看護学科のみ。
- 2004年（平成16年）4月 - 大学院保健看護学研究科設置。
- 2008年（平成20年）- 開学10周年記念式典開催。
- 2008年（平成20年）4月 - 別科助産専攻開講。
- 2022年（令和4年）4月 -  公立大学法人沖縄県立看護大学発足、大学設置者変更[1]

## 組織構成

### 学部
- 看護学部
  - 看護学科

### 研究科
- 保健看護学研究科博士前期課程
  - 文化間保健看護分野
    - 保健看護管理･教育領域
    - 地域･精神保健看護領域

  - 生涯発達保健看護分野
    - 母性･小児保健看護領域
    - 成人･老年保健看護領域

  - 先端保健看護分野
    - 新領域保健看護領域
    - 島嶼保健看護領域
- 保健看護学研究科博士後期課程
  - 文化間保健看護分野
    - 保健看護管理･教育領域
    - 地域･精神保健看護領域

  - 生涯発達保健看護分野
    - 母性･小児保健看護領域
    - 成人･老年保健看護領域

  - 先端保健看護分野
    - 新領域保健看護領域
    - 島嶼保健看護領域

### 別科
- 助産専攻

### 附属機関
- 附属図書館 - 蔵書数 69,259冊（和書 61,526冊 洋書 7,733冊）（2022年度）[4]

## 対外関係

### 大学間協定

#### 国外
- アメリカ合衆国 ハワイ大学（学術交流協定締結 2001年7月）[5]
- 台湾 台北医学大学（学術交流協定締結 2011年2月）[5]

#### 国内
- 琉球大学大学院保健学研究科（単位互換に関する協定、2020年12月）[5]

## 交通アクセス
「県立看護大学前停留所」下車。

## 周辺
- 那覇市立図書館
- 与儀公園
- 沖縄大学

## 不祥事

### 教職員による不祥事
- 2018年（平成30年）9月28日 - 看護学部の教授が2015年 - 2017年にかけて出張費を不正に受け取っていたことを発表。2017年11月9日、県出納事務局会計課より大学に対して疑義照会があり発覚した。同一の出張において、航空券を同日又は極めて近い日に二重に予約し、大学には高額な航空券の領収書で旅費を支出させ、実際には安価な航空券又は無料の特典航空券で旅行し、差額を不正に受領していた（不正件数21件）。不正に支出された公的研究費は665,580円（科学研究費助成事業（科研費）112,827円、教員研究費(県費) 508,643円、教育費(県費) 44,110円 ）。教授は2018年8月9日付けで依願退職。大学は教授が不正に受領した県費の旅費について既に返還していること、実名の公表による社会的制裁を受けること等を総合的に勘案して懲戒処分を行わず、退職願を受理した[6]。